# Efate
Efate là đảo lớn thứ ba của Vanuatu. Efate là một hòn đảo ở Thái Bình Dương và là một phần của tỉnh Shefa tại Cộng hòa Vanuatu. Nó còn được gọi là Île Vate. Đây là đảo đông dân thứ ba (khoảng 50.000 dân) của Vanuatu. Diện tích của Efate là 899,5 km vuông. Hầu hết cư dân của Efate sống ở Port Vila, thủ đô của Vanuatu. Ngọn núi cao nhất của Efate là núi McDonald với chiều cao 647 mét (2.123 ft).
Trong thế chiến II, Efate là một căn cứ quân sự của Hoa Kỳ.